# Andrzej Fischer
Pour les articles homonymes, voir Fischer.
Andrzej Fischer  est un footballeur polonais né le 15 janvier 1952 à Swarzędz et mort le 22 novembre 2018 en Allemagne. Il évoluait au poste de gardien de but.

## Biographie

### En club
Au cours de sa carrière en club, Andrzej Fischer joue deux matchs en Coupe de l'UEFA.
Il se classe deuxième du championnat polonais avec le Górnik Zabrze en 1974.

### En équipe nationale
International polonais, Andrzej Fischer reçoit deux sélections en équipe de Pologne en 1974.
Il joue deux matchs en équipe nationale les 13 et 15 avril, contre Haïti puis contre la Grèce.
Il fait partie du groupe polonais troisième lors de la Coupe du monde 1974. Il ne joue toutefois aucun match pendant la compétition.